# Кьюриосити
«Кьюрио́сити» (англ. Curiosity, МФА: [ˌkjʊərɪˈɒsɪti] — любопытство, любознательность) — марсоход третьего поколения, разработанный для исследования кратера Гейла на Марсе в рамках миссии НАСА «Марсианская научная лаборатория» (Mars Science Laboratory, сокр. MSL).
Марсоход представляет собой автономную химическую лабораторию в несколько раз больше и тяжелее предыдущих марсоходов «Спирит» и «Оппортьюнити».
Запущен с мыса Канаверал 26 ноября 2011 года в 15:02 UTC и совершил посадку на Aeolis Palus внутри кратера Гейла на Марсе 6 августа 2012 года в 05:17 UTC
.
Предполагаемый срок службы на Марсе — один марсианский год (686 земных суток); в декабре 2012 года двухлетняя миссия Curiosity была продлена на неопределенный срок.
По состоянию на 7 октября 2023 года марсоход преодолел 31,05 км.

## Характеристики
Масса «Кьюриосити» после мягкой посадки составила 899 кг, в том числе 80 кг научного оборудования.
- Размеры: марсоход имеет длину 3 м, высоту с установленной мачтой 2,1 м и ширину 2,7 м[18]. «Кьюриосити» гораздо больше своих предшественников — марсоходов «Спирит» и «Оппортьюнити», которые имели длину 1,5 м и массу 174 кг (в том числе 6,8 кг научной аппаратуры)[19][20][21].

- Передвижение: на поверхности Марса MSL способен преодолевать препятствия высотой до 75 см. Максимальная скорость на твёрдой ровной поверхности составляет 144 метра в час[9]. Максимальная предполагаемая скорость на пересечённой местности составляет 90 метров в час при автоматической навигации. Средняя же скорость, предположительно, составит 30 метров в час. Ожидается, что за время двухлетней миссии MSL пройдёт не менее 19 километров[22].

- Источник питания: «Кьюриосити» питается от Радиоизотопного термоэлектрического генератора (РИТЭГ), им успешно пользовались спускаемые аппараты «Викинг-1» и «Викинг-2» в 1976 году[23][24].

РИТЭГ является генератором, который производит электроэнергию от естественного распада изотопа плутония-238. При естественном распаде этого изотопа выделяется тепло, которое преобразуется в электроэнергию, обеспечивая постоянный ток в течение всего года, днём и ночью; также тепло может использоваться для подогрева оборудования (переходя к нему по трубам). При этом экономится электроэнергия, которая может быть использована для передвижения марсохода и работы его приборов. «Кьюриосити» получает электропитание от энергоустановки, предоставленной Министерством энергетики США, содержащей 4,8 кг плутония-238, закупленного, предположительно, в России. Плутоний в виде диоксида упакован в 32 керамические гранулы, каждая размером примерно в 2 см.
Генератор «Кьюриосити» является последним поколением РИТЭГов, сделан компанией Boeing, и называется «Multi-Mission Radioisotope Thermoelectric Generator» или MMRTG. Основан на классической технологии РИТЭГов, но является более гибким и компактным. Он рассчитан на производство 125 Вт электрической энергии (0,16 лошадиной силы в пересчете на единицы измерения мощности автомобильных двигателей) из примерно 2 кВт тепловой (в начале миссии). Со временем мощность MMRTG станет падать, но при минимальном сроке службы в 14 лет его выходная мощность снизится лишь до 100 Вт. Энергоустановка MSL генерирует 2,5 кВт·ч каждый марсианский день, что гораздо больше, чем выход энергоустановок марсоходов «Спирит» и «Оппортьюнити» (около 0,6 кВт·ч за марсианский день).
- Система отвода тепла (HRS): температура области, в которой будет находиться «Кьюриосити», может колебаться от +30 до −127 °C. Система отвода тепла прокачивает жидкость через трубы общей длиной в 60 м в корпусе MSL, чтобы чувствительные элементы системы находились в оптимальной температуре[32]. Другие методы нагрева внутренних компонентов включают в себя использование тепла, которое было выделено от приборов, а также лишнего тепла от генератора MMRTG. HRS также имеет способность охлаждать свои компоненты, если это необходимо.[32] На космическом аппарате установлен криогенный теплообменник, произведенный в Израиле компанией Ricor Cryogenic and Vacuum Systems. Он позволяет сохранять температуру различных отсеков аппарата на отметке в −173 °C[33].
- Компьютер: на марсоходе установлено два одинаковых бортовых компьютера (Side-A и Side-B[34]) под названием «Rover Compute Element» (RCE) под управлением процессора RAD750 с частотой 200 МГц; они содержат радиационностойкую память. Каждый компьютер включает в себя 256 кБ EEPROM, 256 МБ DRAM, и 2 ГБ флэш-памяти.[35] Это количество, в целом, больше 3 МБ EEPROM[36], 128 МБ DRAM и 256 МБ флэш-памяти, которые имелись на марсоходах «Спирит» и «Оппортьюнити»[37]. Используется многозадачная ОСРВ VxWorks.

Компьютер постоянно следит за марсоходом: например, сам может повысить или понизить температуру в те моменты, когда это необходимо. Он даёт команды на фотографирование, вождение марсохода, отправку отчёта о техническом состоянии приборов. Команды марсоходу передаются операторами с Земли. В случае, если с одним из компьютеров возникают серьезные проблемы, то все управление аппаратом можно перенаправить на второй. После утечки данных с компьютера Side-B, вызванной аппаратными и программными проблемами, инженеры JPL пришли к выводу, что наиболее правильным является переключение управление марсохода с компьютера B на A, который использовался изначально с момента посадки на Марс.
Компьютеры используют процессор RAD750, который является преемником процессора RAD6000, использованного в Mars Exploration Rover. RAD750 способен выполнять до 400 млн операций в секунду, в то время как RAD6000 — лишь до 35 млн. Из двух бортовых компьютеров один настроен в качестве резервного и возьмёт на себя управление в случае возникновения проблем с основным компьютером.
Марсоход имеет инерциальное измерительное устройство (Inertial Measurement Unit), оно предоставляет информацию о местоположении марсохода, используется как навигационный прибор.
- Связь: «Кьюриосити» имеет две системы связи. В первую входят передатчик и приёмник X-диапазона, с помощью которых марсоход связывается напрямую с Землёй, со скоростью до 32 кбит/с. Вторая работает в диапазоне ДМВ (UHF) и создана на базе программно-определяемой радиосистемы Electra[англ.]-Lite, разработанной в JPL специально для космических аппаратов. ДМВ-радио используется для связи с искусственными спутниками Марса. Несмотря на то, что у «Кьюриосити» имеется возможность прямой связи с Землёй, бо́льшая часть данных будет ретранслироваться орбитальными аппаратами, обеспечивающими бо́льшую пропускную способность за счёт бо́льшего диаметра антенн и более мощных передатчиков. Скорости передачи данных между «Кьюриосити» и каждым орбитальным аппаратом могут быть 2 Мбит/с («Марсианский разведывательный спутник») и 256 кбит/с («Марс Одиссей»), каждый спутник имеет возможность держать связь с «Кьюриосити» приблизительно 8 минут в день[42]. Также у орбитальных аппаратов заметно больше временно́е окно, в котором имеется возможность связи с Землёй.

При посадке телеметрия могла отслеживаться всеми тремя спутниками, находящимися на орбите Марса: «Марс Одиссей», «Марсианским разведывательным спутником» и «Марс-экспресс» — Европейского космического агентства. «Марс Одиссей» служил в качестве ретранслятора и передавал телеметрию на Землю в потоковом режиме. На Земле сигнал принимали с задержкой в 13 минут 46 секунд, необходимой для преодоления радиосигналом расстояния между планетами.
- Манипулятор: на марсоходе установлен трёхсуставный манипулятор длиной 2,1 м, на котором смонтированы 5 приборов общей массой около 30 кг. Они смонтированы на конце манипулятора в крестовидной башне-турели, способной поворачиваться на 350 градусов. Диаметр башни с приборами составляет около 60 см. Во время движения манипулятор складывается.

Два прибора, APXS и MAHLI, являются контактными инструментами. Остальные 3 прибора — ударная дрель, щётка и механизм для забора и просеивания образцов грунта — выполняют функции добычи и приготовления материала (образцов) для исследования. Дрель имеет 2 запасных бура. Она способна делать в камне отверстия диаметром 1,6 см и глубиной 5 см. Добытые манипулятором образцы могут также исследоваться приборами SAM и CheMin, расположенными в передней части корпуса марсохода. Ровер оборудован инструментом для измерения содержания метана: это небольшая полость с зеркальными стенками, внутри которой установлены лазер и детектор (см. иллюстрации). Поглощение лазерного света на длинах волн, соответствующих метану, позволяет определить концентрацию его в атмосфере планеты. Фоновое содержание метана на Марсе составляет около 0,4 миллиардных долей, тогда как фоновая концентрация метана на Земле сейчас равна примерно 1800 миллиардных долей. Однако, в этом приборе есть метан, привезённый с Земли, а спектрометр АЦС (ACS), установленный на искусственном спутнике Марса ExoMars Trace Gas Orbiter (миссия ЭкзоМарс), метана в атмосфере Марса с орбиты не нашёл.
Из-за разницы между земной и марсианской (38 % земной) гравитацией массивный манипулятор подвергается различной степени деформации, для компенсации разницы которой устанавливается специальное программное обеспечение (ПО). Работа манипулятора с данным ПО в условиях Марса требует дополнительного времени для отладки.
- Мобильность марсохода: как и предыдущие марсоходы, Mars Exploration Rovers и Mars Pathfinder, «Кьюриосити» имеет платформу с научным оборудованием, всё это установлено на шести колёсах, каждое из которых имеет свой электродвигатель, причём два передних и два задних колеса будут участвовать в рулении, что позволит аппарату разворачиваться на 360 градусов, оставаясь при этом на месте[49]. Колёса «Кьюриосити» значительно больше, чем те, которые использовались в предыдущих миссиях. Каждое колесо имеет определённую конструкцию, которая будет помогать марсоходу поддерживать тягу, если он застрянет в песке, также колёса марсохода будут оставлять след в виде регулярного отпечатка на песчаной поверхности Марса. В этом отпечатке при помощи кода Морзе в виде отверстий записаны буквы JPL (англ. Jet Propulsion Laboratory — Лаборатория реактивного движения).[50]

При помощи бортовых камер марсоход распознаёт элементы регулярного отпечатка колёс (узоры) и сможет определить пройденное расстояние.

## СравнениеCuriosityc другими марсоходами

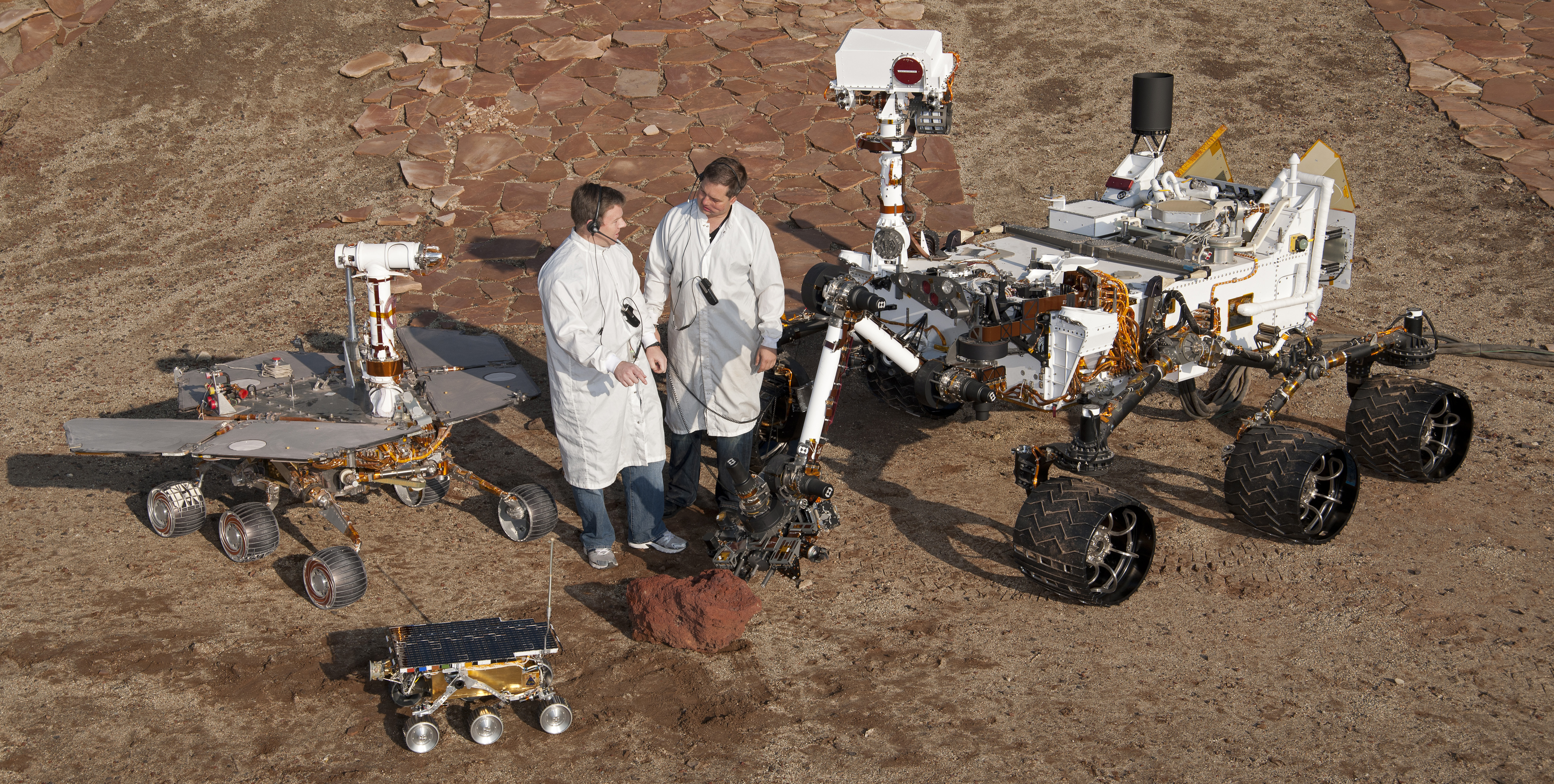
Модели всех трёх марсоходов в сравнении: «Соджорнер» (самый маленький), «Спирит»/«Оппортьюнити» (средний), «Кьюриосити» (самый большой)

|                                | «Кьюриосити»    | MER             | «Соджорнер»     |
| ------------------------------ | --------------- | --------------- | --------------- |
| Запуск                         | 2011            | 2003            | 1996            |
| Масса (кг)                     | 899             | 174             | 10,6            |
| Размеры (в метрах, Д × Ш × В)  | 3,1 × 2,7 × 2,1 | 1,6 × 2,3 × 1,5 | 0,7 × 0,5 × 0,3 |
| Энергия (кВт*ч/сол)            | 2,5—2,7         | 0,3—0,9         | < 0,1           |
| Научные приборы                | 10              | 5               | 4               |
| Максимальная скорость (см/сек) | 4               | 5               | 1               |
| Передача данных (МБ/сутки)     | 19—31           | 6—25            | < 3,5           |
| Производительность (MIPS)      | 400             | 20              | 0,1             |
| Память (МB)                    | 256             | 128             | 0,5             |
| Расчётный район посадки (км)   | 20×7            | 80×12           | 200×100         |

## Галерея
Компоненты «Curiosity»

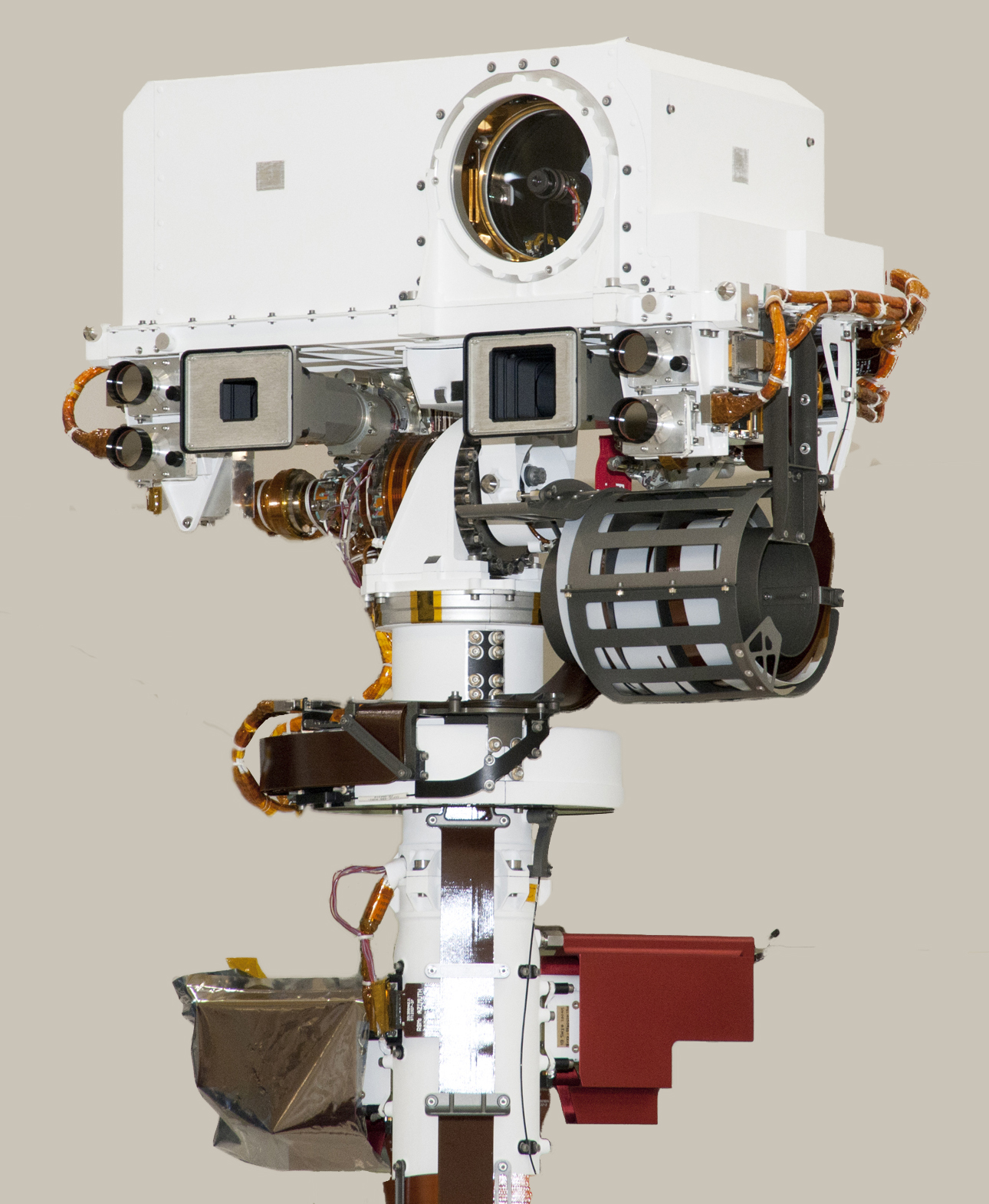
Головка мачты с ChemCam, MastCam-34, MastCam-100, NavCam.
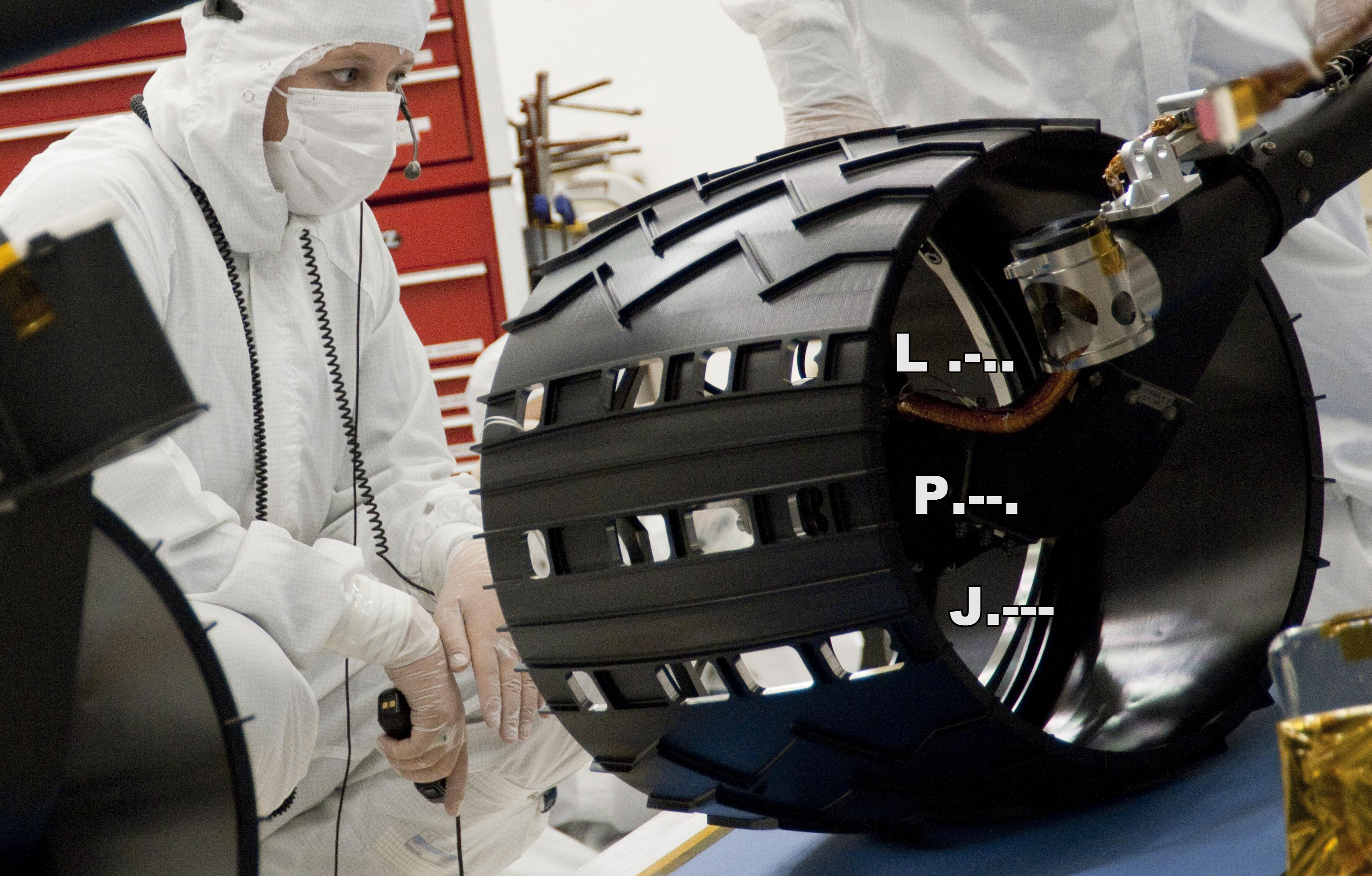
Одно из шести колес Curiosity
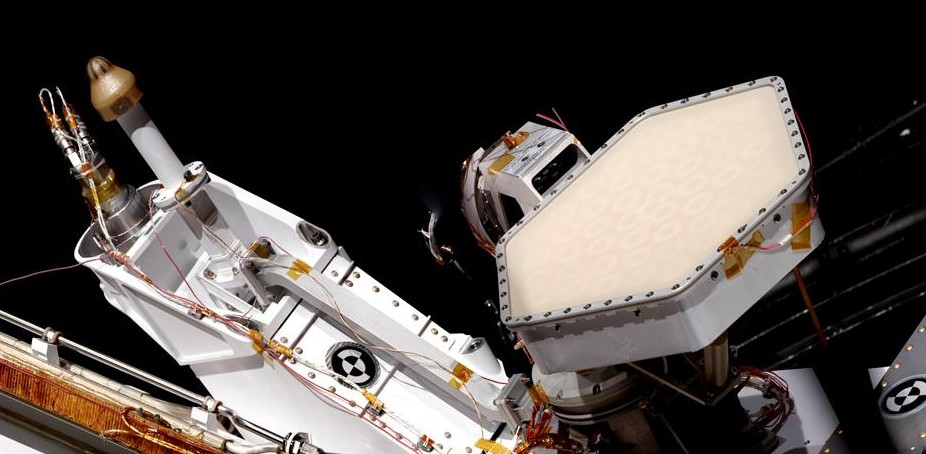
Антенны с высоким коэффициентом усиления (справа) и с низким коэффициентом усиления (слева)
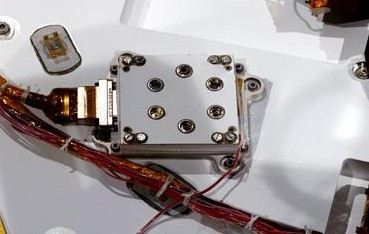
УФ датчик

Орбитальные изображения

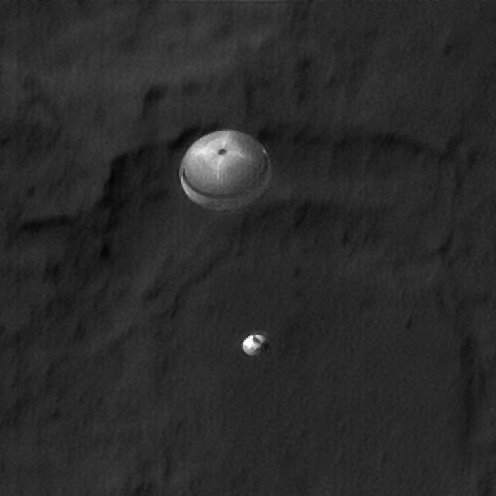
«Кьюриосити» спускается под парашютом (6 августа 2012 г .; MRO/HiRISE).
Парашют «Кьюриосити» в Марсианский ветер (с 12 августа 2012 г. по 13 января 2013 г.); MRO).
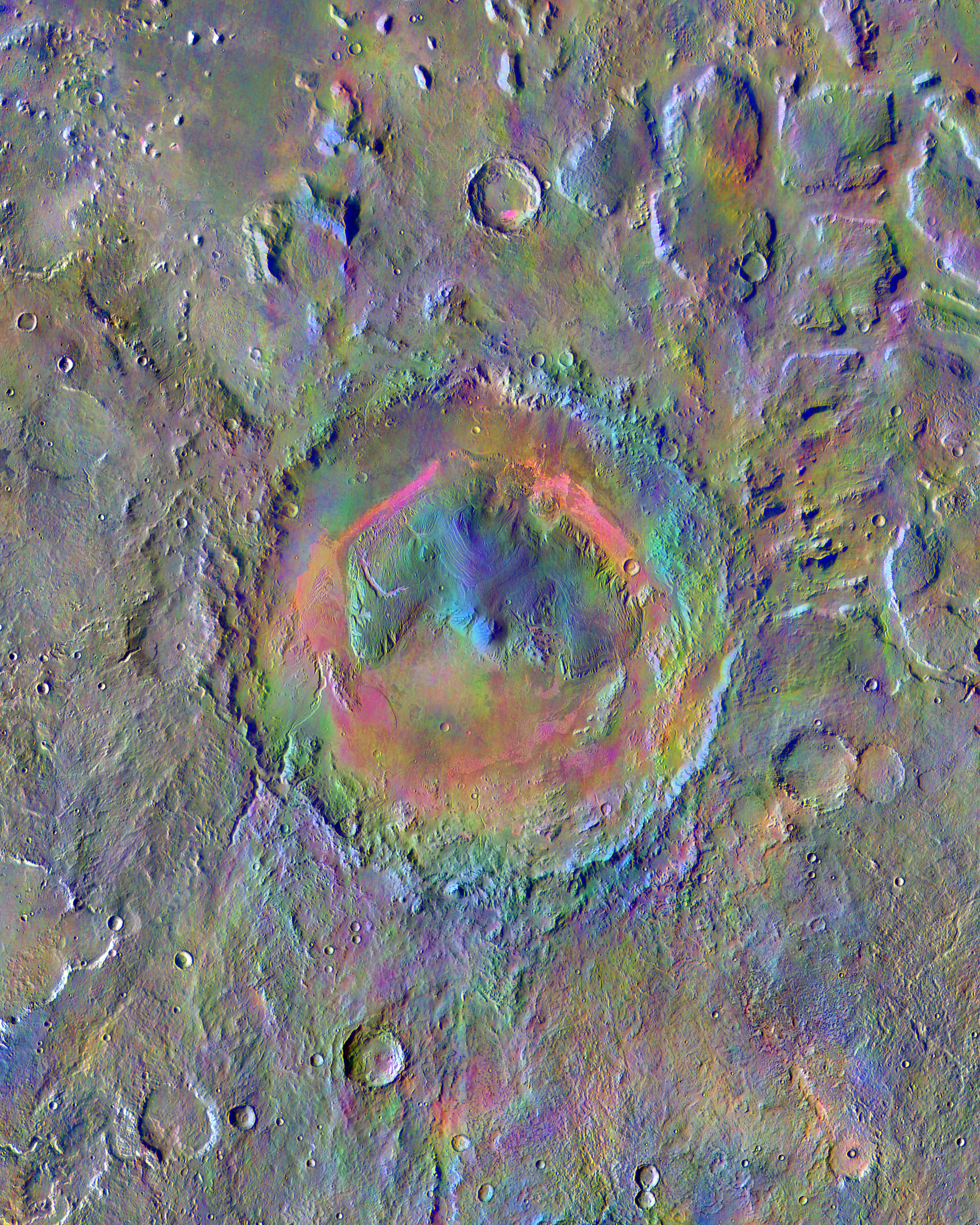
Кратер Гейла - материалы поверхности (ложные цвета; THEMIS; 2001 Mars Odyssey).
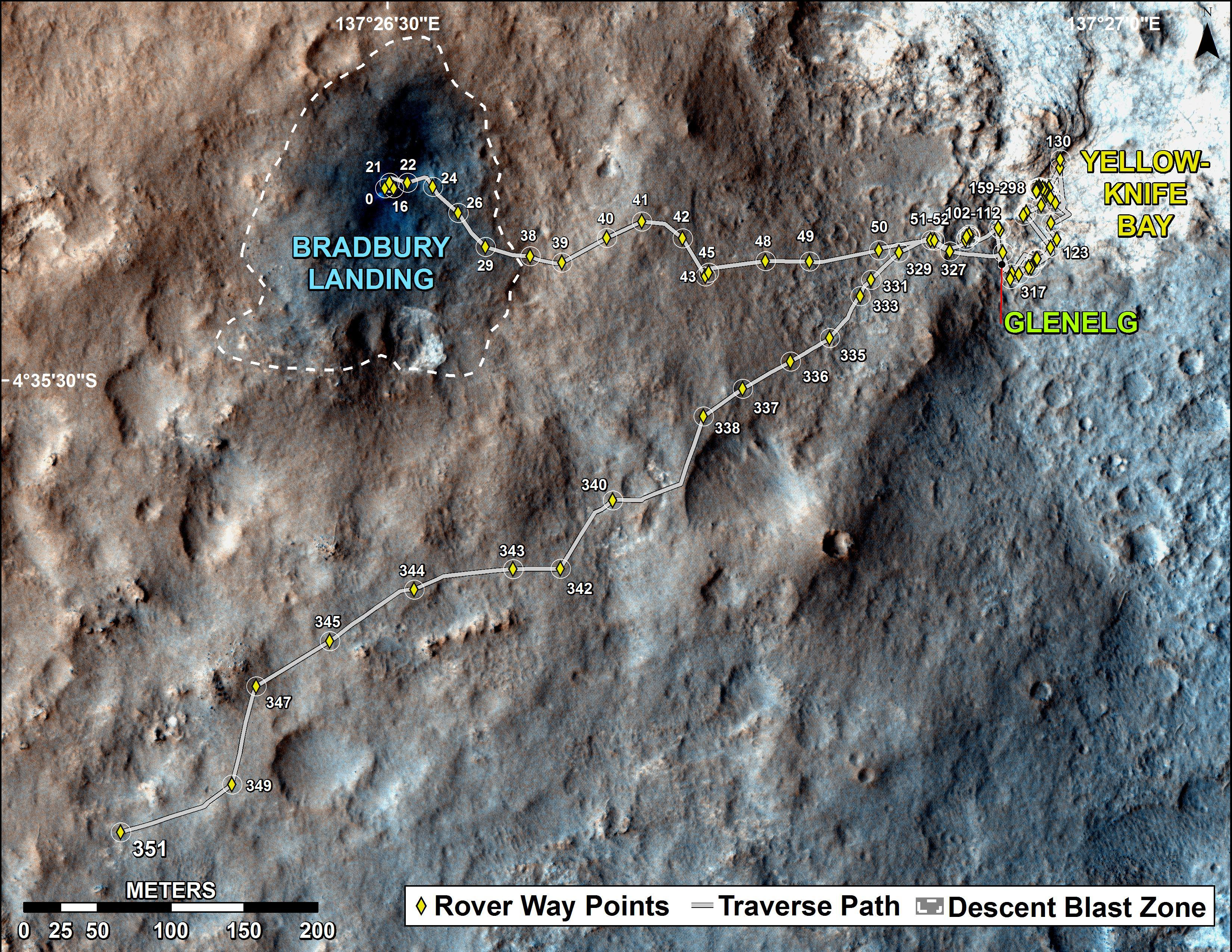
Карта передвижения «Кьюриосити» на Марсе за первый год и первую милю (1 августа 2013) (3-D).

Изображения марсохода

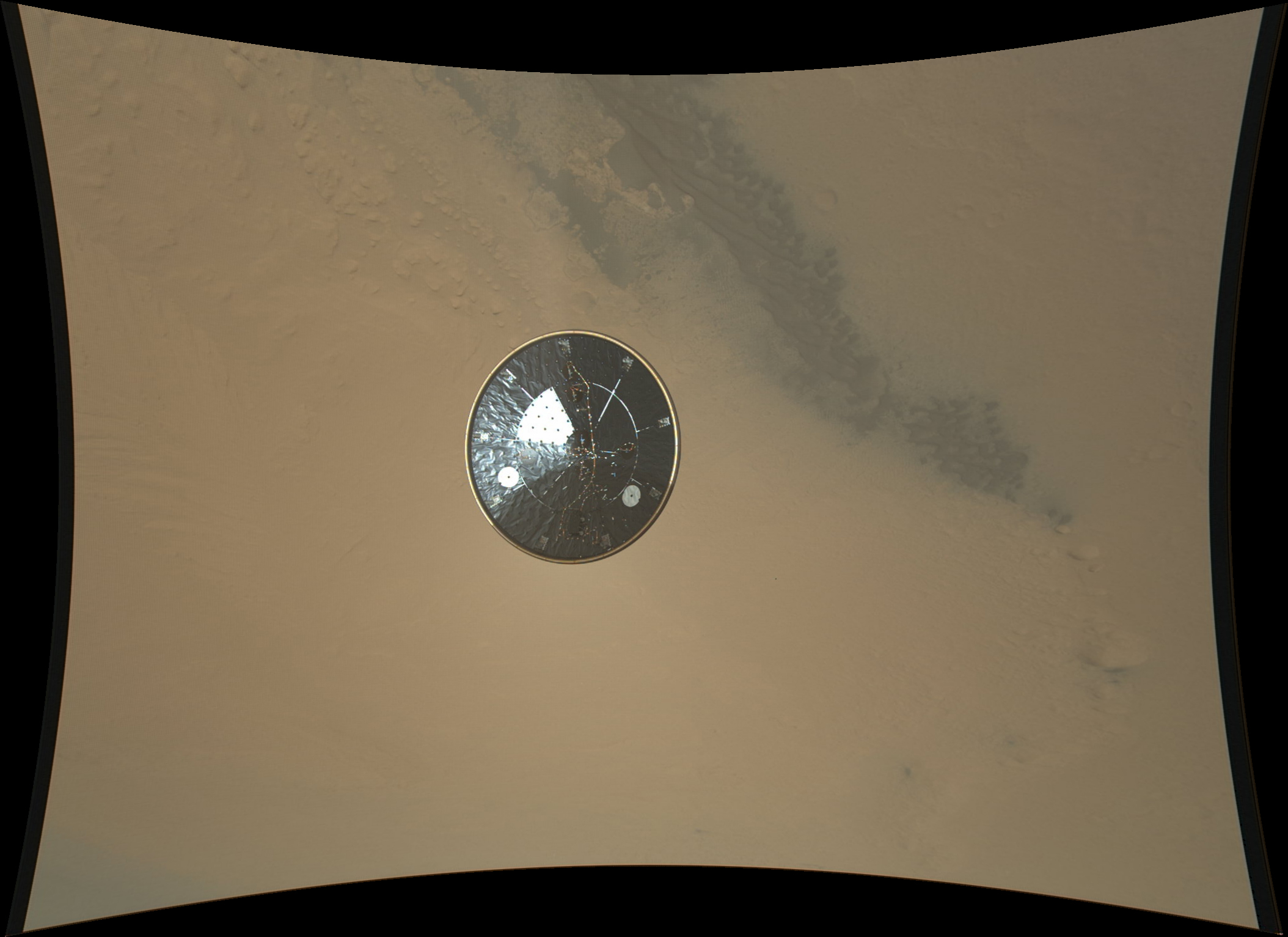
Выброшенный тепловой экран с точки зрения "Кьюриосити", спускающегося к поверхности Марса (6 августа 2012 г.).
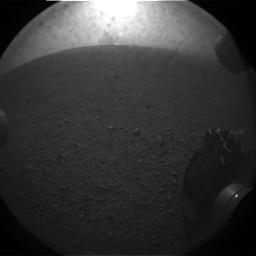
Первое изображение Curiosity после приземления (6 августа 2012 г.). Видно колесо марсохода.
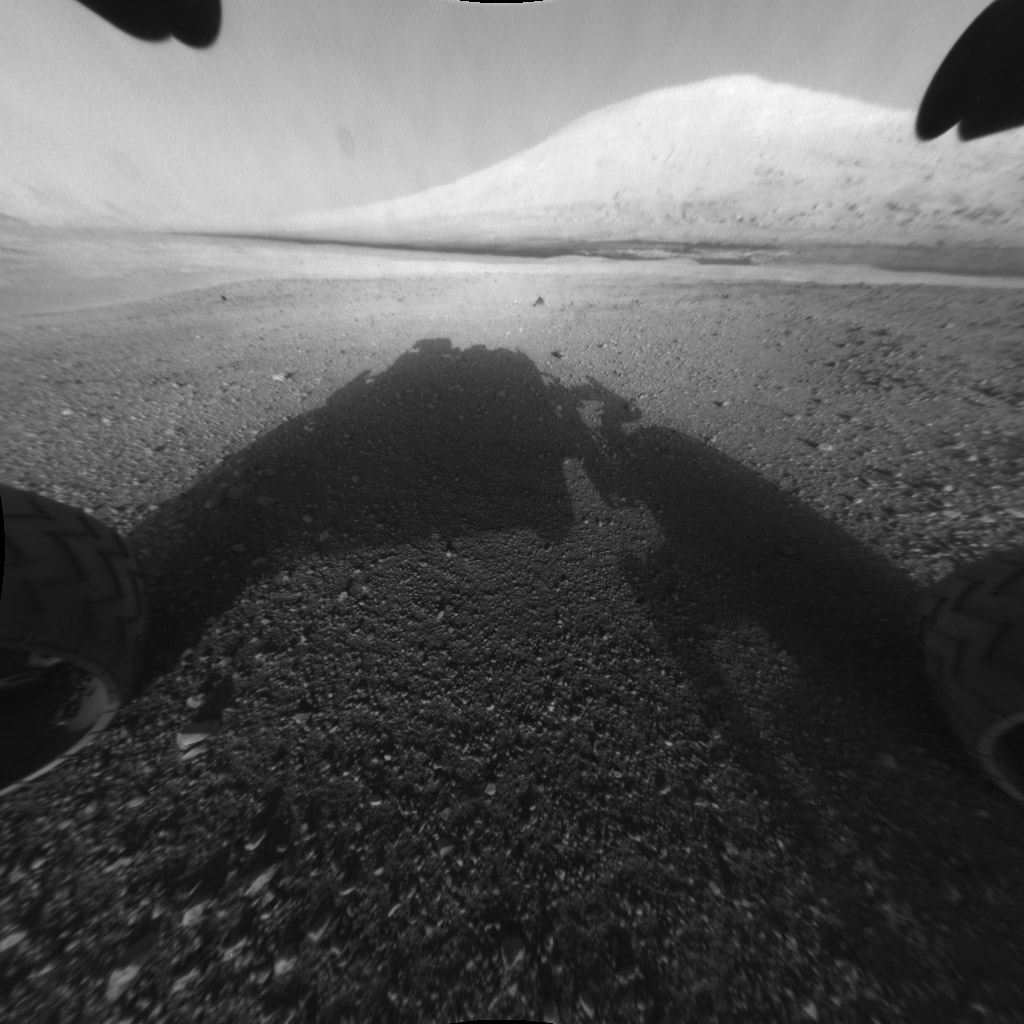
«Кьюриосити» приземлился 6 августа 2012 года недалеко от базы Эолис Монс (или «Гора Шарп»).
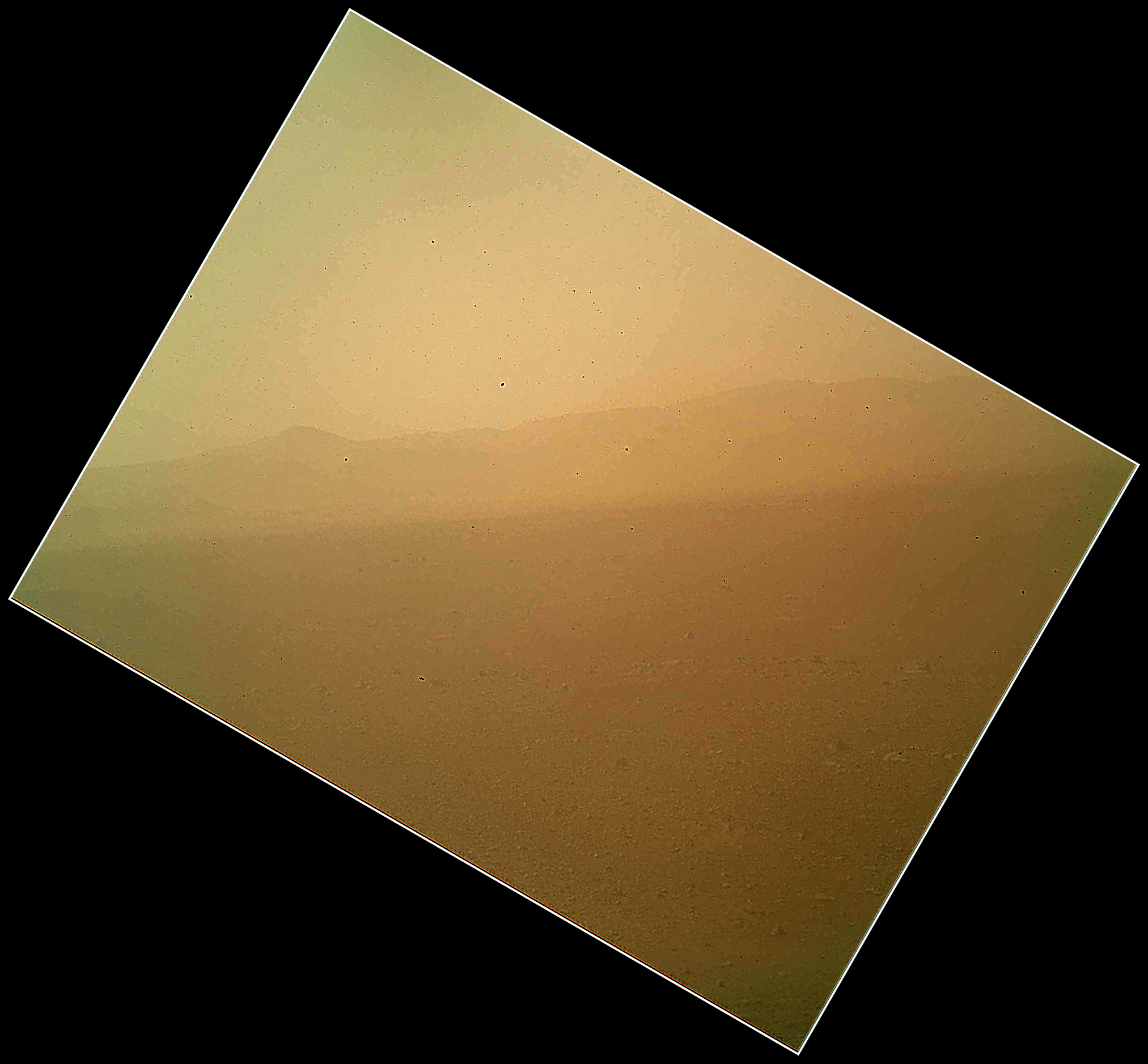
Первое цветное изображение марсианского пейзажа, сделанное MAHLI (6 августа 2012 г.)

## В культуре
- Работа марсохода и команды миссии привели к появлению в интернете множества тематических рисунков, чего ранее не случалось ни с одной подобной миссией[62].
- Число подписчиков микроблога @MarsCuriosity в социальной сети Twitter, ведущегося командой миссии «от лица» марсохода, к середине августа 2012 года превысило 1 млн человек[63].
- В сериале Футурама (7 сезон, 11 серия) марсоход был раздавлен.
- «Curiosity» присутствует в играх Angry Birds Space[64] и Kerbal Space Program.